# Werfergranate 21
Il Werfergranate 21, solitamente abbreviato in Wfr. Gr. 21 cm o anche in 21 cm BR (dove per BR si intendeva l'abbreviazione di "Bordrakete", nella terminologia militare tedesca) fu un lanciarazzi derivato dal 21 cm Nebelwerfer 42 (lanciarazzi pesante da fanteria), installato dal 1943 al 1945 su vari aerei della Luftwaffe durante la Seconda guerra mondiale.

## Storia
Nell'agosto 1942 la Eighth Air Force USAAF arrivò in Gran Bretagna, con i suoi bombardieri quadrimotori Boeing B-17 Flying Fortress, per iniziare ad effettuare missioni diurne di bombardamento strategico contro gli impianti industriali in Germania e nei territori occupati dal Terzo Reich, per distruggere la produzione bellica tedesca.

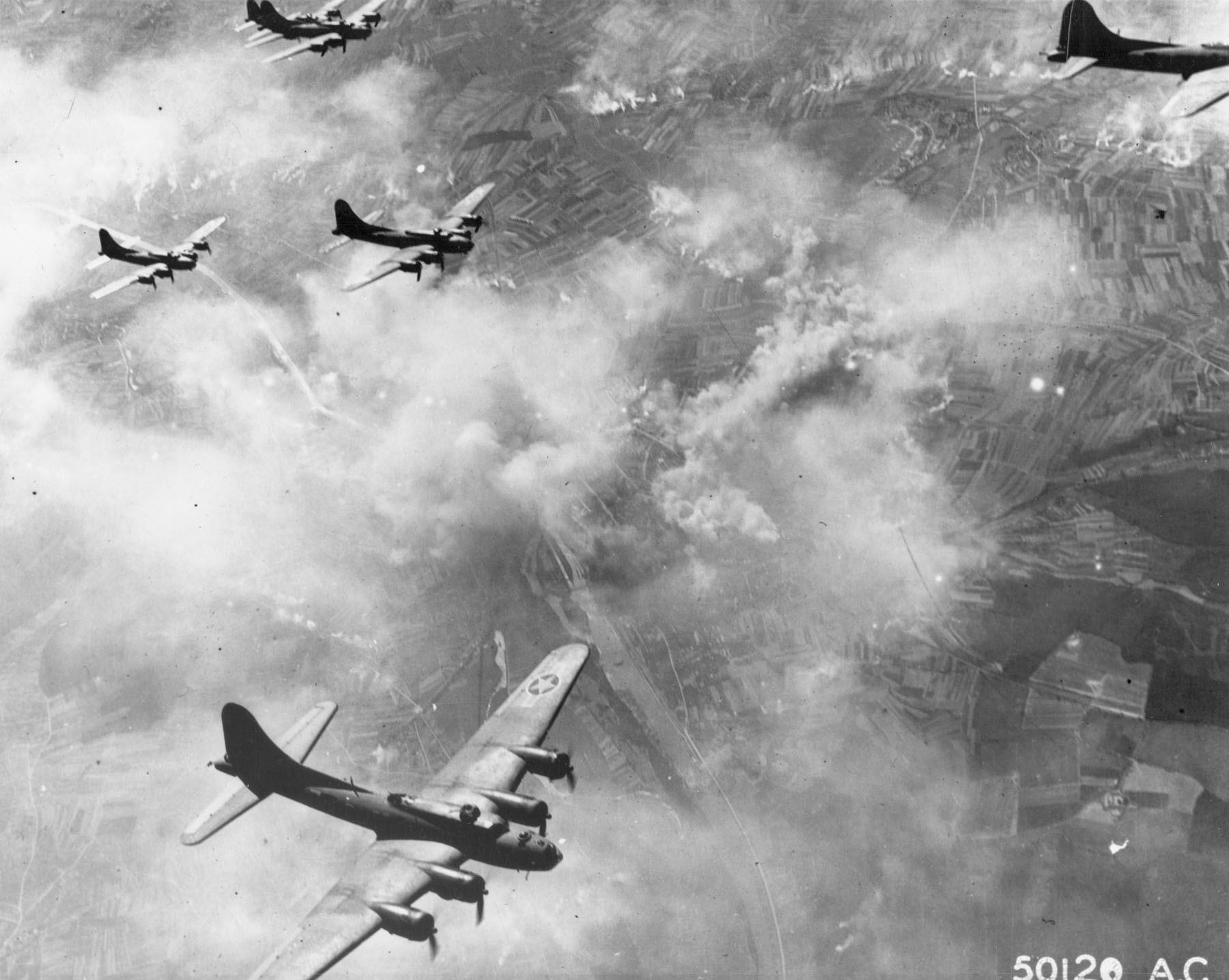
Formazione "stretta" di B-17F sopra Schweinfurt, Germania, 17 agosto 1943. Volando vicini, i bombardieri aumentavano considerevolmente il loro potere difensivo; poiché i mitraglieri di bordo riuscivano a cooperare ed offrire mutua protezione contro i caccia nemici.

Sin dalle prime intercettazioni di bombardieri statunitensi, i reparti da caccia della Luftwaffe si resero conto che attaccare una formazione compatta di B-17 Flying Fortress era molto rischioso: diversamente dalla maggior parte dei bombardieri britannici, i B-17 disponevano di un notevole potenziale difensivo. Ciascun bombardiere statunitense disponeva di almeno 10 mitragliatrici difensive Browning M2 calibro 12,7 mm; quindi una squadra tipica di 18-21 bombardieri B-17, che volavano in formazione stretta, poteva opporre quasi 200 mitragliatrici ai caccia tedeschi attaccanti.
In particolare, attaccare una formazione di B-17 dal retro era davvero pericoloso; poiché la velocità di crociera dei bombardieri (250–300 km/h) allungava il tempo di avvicinamento dei caccia tedeschi, offrendo ai mitraglieri statunitensi più probabilità di prendere bene la mira. Inoltre, i piloti tedeschi scoprirono che nei primi modelli di B-17 la disposizione delle mitragliatrici era ben più capace di difendere il settore posteriore, che non il settore anteriore, della formazione. Come soluzione temporanea, la caccia tedesca iniziò ad intercettare le formazioni di B-17 con attacchi frontali, o tutt'al più laterali; cercando di evitare l'attacco dal settore posteriore. Tuttavia, una simile tattica non era molto fruttuosa, per il pilota tedesco di "media esperienza": attaccando da fronte, la velocità di crociera dei bombardieri si sommava alla velocità del caccia in attacco (500–600 km/h), con il risultato di una velocità totale di avvicinamento di circa 800–900 km/h, che rendeva molto difficile prendere la mira sul bersaglio. Solo i piloti tedeschi più esperti (o fortunati) riuscivano a mettere colpi a segno con una tale velocità di avvicinamento.
Esisteva inoltre un altro problema: i B-17 si dimostrarono molto resistenti; pertanto la Luftwaffe doveva adottare armi da caccia ben più potenti delle normali mitragliatrici, e possibilmente più potenti dei cannoni da 20 mm. Difatti, i caccia intercettori tedeschi erano spesso costretti ad effettuare più passaggi di attacco, per riuscire ad abbattere un bombardiere; con conseguente maggiore possibilità di essere a loro volta abbattuti dai mitraglieri nemici, specie se i bombardieri volavano in formazione "stretta".
Pertanto, la Luftwaffe doveva trovare urgentemente una soluzione per riuscire, quantomeno, a "spezzare" le formazioni di B-17: ovvero, ad allontanare i bombardieri nemici l'uno dall'altro. Sarebbe stata auspicabile, inoltre, una soluzione che avesse consentito ai caccia intercettori tedeschi di abbattere i bombardieri nemici da lontano, evitando di esporsi al tiro dei mitraglieri nemici.

## Sviluppo

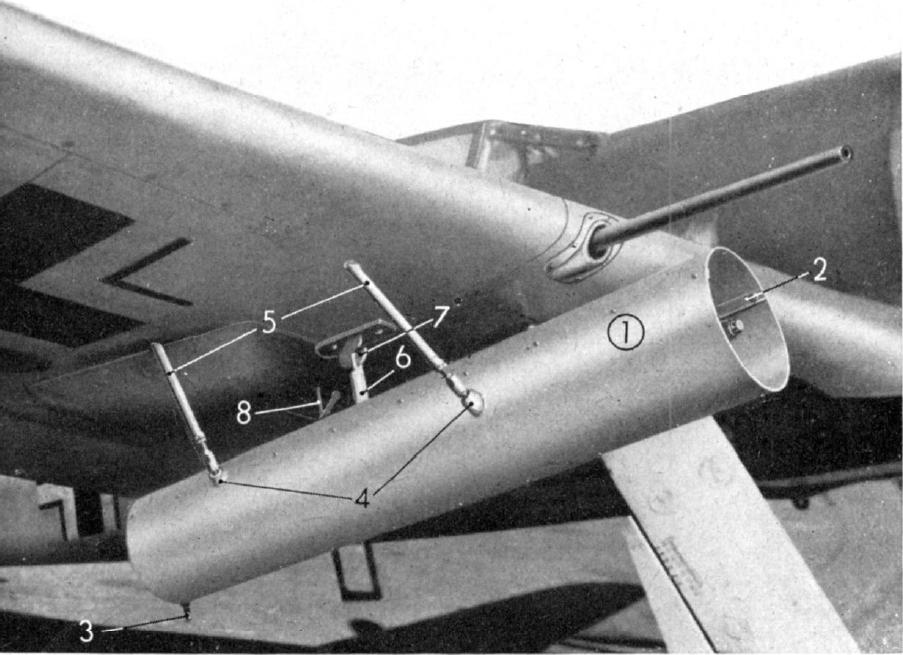
Dettagli dell'installazione del tubo di lancio del razzo BR 21 su un Fw 190A.

L'idea di colpire le formazioni di bombardieri pesanti nemici da lontano, e con un proiettile di potenza devastante, non tardò a farsi strada nell'Ufficio Armamenti LC-1 della Luftwaffe; pertanto già dalla fine del 1942 fu emessa la specifica richiesta, all'industria bellica tedesca, di produrre un missile aria-aria per impiego antibombardiere. Ma, poiché la ricerca e lo sviluppo di missili aria-aria particolarmente potenti sembrava richiedere troppo tempo, mentre la Luftwaffe non aveva tempo da perdere, furono escogitate alcune idee alternative.
La prima idea alternativa fu quella di dotare i caccia intercettori tedeschi di cannoni molto pesanti: da 37 mm o addirittura 50 mm; armi che erano già in produzione per la Wehrmacht, e che quindi potevano essere già montate sugli aerei, previo alcune modifiche. Il lungo raggio d'azione e la potenza dei proiettili, di queste armi, avrebbero teoricamente ottenuto parte dell'effetto che la Luftwaffe desiderava, nella lotta contro i bombardieri nemici: ovvero, la distruzione del bersaglio da lontano; ma non la dispersione della formazione di bombardieri. I cannoni pesanti iniziarono a diffondersi dalla metà del 1943, in dotazione ai Zerstörer tedeschi, come ad esempio il Messerschmitt Bf 110 e il Messerschmitt Me 410. Tuttavia, i cannoni pesanti potevano essere trasportati solo dai caccia bimotori tedeschi; che costituivano una minoranza, fra i reparti da caccia diurna della Luftwaffe. Il grosso della forza caccia tedesca era costituito, all'inizio del 1943, dai validi monomotori Messerschmitt Bf 109 e Focke-Wulf Fw 190 che, se fossero stati modificati per adottare permanentemente i cannoni da 37 mm oppure da 50 mm, avrebbero sofferto un eccessivo scadimento delle prestazioni cinematiche.
Ne conseguì la necessità di una seconda idea alternativa; ovvero la possibilità di installare sui caccia intercettori tedeschi, sia monomotori che bimotori, un "equipaggiamento da campo" o rüstsatz, da adottare a seconda della necessità del momento; ovvero facilmente installabile e disinstallabile dalle officine degli aeroporti. A parte nuovi cannoni MK 108 da 30 mm, furono proposti alcuni tipi di lanciarazzi pesanti da fanteria, basati sul Nebelwerfer; armi che pure erano già in produzione per la Wehrmacht. In particolare, fu proposto di adottare singoli tubi lanciarazzi del 21 cm Nebelwerfer 42 per adattarli come "Rüstsätze", per i caccia tedeschi. Ciascun caccia intercettore, a seconda della capacità di carico, avrebbe potuto trasportare due, quattro o anche sei tubi lanciarazzi. Questa soluzione fu chiamata Werfergranate 21: fu la prima arma aria-aria che, almeno a livello teorico, andò pienamente incontro alle necessità della Luftwaffe di combattere i bombardieri nemici. Difatti, il Wfr. Gr. 21 cm poteva aprire il fuoco da lunga distanza, e il proiettile-razzo aveva una carica esplosiva devastante che, non solo uno, ma più bombardieri nemici potevano essere abbattuti o danneggiati con un colpo solo; specie se volavano in formazione ravvicinata.

## Tecnica
Teoricamente, il Werfergranate 21 offriva un notevole potenziale d'assalto. I 40,8 kg di testata esplosiva potevano distruggere o danneggiare più bombardieri, se volavano in formazione ravvicinata. Il proiettile-razzo aveva una spoletta temporizzata, tarata per esplodere a circa 1 000 metri di distanza dal punto di lancio. L'arma non aveva alcun sistema di "puntamento assistito"; ne il proiettile-razzo disponeva di alcun sistema di ricerca "automatica" o "guidata" del bombardiere nemico. In pratica, il Werfergranate 21 veniva sparato come un comune mortaio da fanteria, ed aveva una traiettoria tendenzialmente curva, con variazione verticale di circa 40 metri. Per questo motivo, il tubo lanciarazzi veniva montato con un'angolazione di +15º verso l'alto.
I tubi lanciarazzi sparavano sempre a coppie o "a salva"; pertanto i caccia monomotori, che montavano solo due Werfergranate 21, avevano un solo tiro a disposizione. I caccia bimotori, che potevano montare quattro o sei tubi lanciarazzi, avevano due o tre tiri a disposizione, oppure potevano sparare "a salva" tutti i razzi contemporaneamente. Più razzi raggiungevano la formazione di bombardieri nemici, maggiore era la possibilità di "scavare un buco" nella formazione, facilitando quindi un successivo attacco con i cannoni.
Nell'impiego pratico, tuttavia, il Werfergranate 21 si rivelò parzialmente deludente. Ai piloti che impiegarono quest'arma, risultò molto difficile puntare i bersagli. Innanzitutto, bisognava saper valutare "ad occhio" una distanza con il nemico di circa 1 000 metri, cercando di stimarla con l'ausilio del solo mirino delle mitragliatrici, tenendo comunque conto della traiettoria tendenzialmente curva del proiettile-razzo. Quindi, bisognava sparare proprio al momento giusto e con il giusto puntamento, per fare in modo che il proiettile-razzo esplodesse nel bel mezzo della formazione di bombardieri. Tale dinamica richiedeva molta esperienza di tiro, per riuscire a colpire i nemici con il Werfergranate 21; e i colpi a disposizione erano pochi. Ma l'esperienza non bastava: i proiettili-razzo avevano una certa tendenza alla dispersione sull'area di tiro. Quindi, per "centrare" una formazione di bombardieri, era necessario anche un pizzico di fortuna. In generale, statisticamente, soltanto impiegando un elevato numero di aerei da caccia, armati di Werfergranate 21, si poteva sperare di infliggere pesanti danni al nemico; poiché la maggior parte dei proiettili-razzo, comunque, mancava i bersagli.
Se l'arma risultò un po' deludente quanto ad efficacia "diretta" sul nemico, riscosse invece un buon successo "indiretto", per via dell'effetto psicologico che ebbe sugli equipaggi dei bombardieri avversari. Quando i caccia attaccanti iniziavano a sparare con i Werfergranate 21, il cielo si riempiva di numerose scie infuocate di proiettili-razzo, forti esplosioni, nuvole di fumo nero e schegge di proiettile velocissime, simili a quelle dell'artiglieria contraerea pesante. Molti piloti di bombardieri, quindi, "perdevano i nervi" ed iniziavano ad effettuare manovre evasive per allontanarsi un po' dal punto dove i caccia sembravano concentrare il tiro dei razzi. Così, si rompeva la compattezza della formazione. Pertanto, da questo punto di vista, il Werfergranate 21 ebbe davvero successo perché, anche se non colpiva i bersagli, poteva riuscire comunque a sparpagliare i nemici; facilitando il compito ai caccia, che poi procedevano, con i cannoni, all'attacco ravvicinato dei bombardieri rimasti agli estremi della formazione scomposta.
Tuttavia, un singolo tubo lanciarazzi del Werfergranate 21, carico con il proiettile, presentava il serio difetto di pesare circa 150 kg; aveva un effetto frenante ("Drag") sull'aereo a causa dell'installazione sotto le ali. Ne conseguiva che il caccia armato con quest'arma subiva un non trascurabile scadimento delle prestazioni cinematiche, nonché dell'agilità di manovra. Questo difetto non fu molto rilevante nel corso del 1943, quando i bombardieri statunitensi effettuavano le missioni strategiche più che altro senza la scorta di caccia amici. Invece, divenne un difetto rilevante dall'inizio del 1944, quando i caccia di scorta a lungo raggio USAAF, tipicamente i P-38J Lightning, i P-47 Thunderbolt e i P-51 Mustang, iniziarono ad accompagnare regolarmente, e in gran numero, i bombardieri B-17 Flying Fortress e B-24 Liberator. Nei conseguenti duelli aerei contro la caccia tedesca, gli intercettori armati con il Werfergranate 21 si ritrovarono sempre in svantaggio di agilità, e moltissimi furono abbattuti dai caccia USAAF.

### Riviste
- Aerei nella Storia, n°36, Parma, West-Ward Edizioni, giugno-Luglio 2004.